# Rhaphidorrhynchium amoenum
Rhaphidorrhynchium amoenum là một loài Rêu trong họ Sematophyllaceae. Loài này được (Hedw.) M. Fleisch. miêu tả khoa học đầu tiên năm 1923.